# NGC 4744
NGC 4744 is een balkspiraalstelsel in het sterrenbeeld Centaur. Het hemelobject werd op 8 juni 1834 ontdekt door de Britse astronoom John Herschel.

## Synoniemen
- ESO 323-22
- MCG -7-27-6
- DRCG 56-57
- DCL 332
- IRAS 12495-4047
- PGC 43661